# کیش‌بایوم
کیش‌بایوم (به مجاری:  Kisbajom) یک منطقهٔ مسکونی در مجارستان است که در ناحیه نادی‌آتاد واقع شده‌است. کیش‌بایوم ۱۳٫۶۷ کیلومتر مربع مساحت و ۳۸۸ نفر جمعیت دارد.